# Hugo Sans-Avoir
Hugo Sans-Avoir (en francés: Hugues Sans-Avoir; antes de 1130-después de 1184) fue un noble francés, señor de Le Puy y condestable del Condado de Trípoli.

## Biografía
Era el hijo y heredero del cruzado Guillermo Sans-Avoir, señor de Le Puy. Su familia probablemente provenía de Boissy-sans-Avoir en la Isla de Francia. Entre 1145 y 1184 se lo menciona como señor de Le Puy. Entre 1161 y 1164 es mencionado como condestable del Condado de Trípoli.
Se casó con Eschiva, hija de Guillermo de Saint Omer y nieta del príncipe de Galilea Gualterio de Saint Omer. Con ella tuvo una hija, María, que se casó con Juan de Farabel.  Este último heredó el Señorío de Le Puy a la muerte de Hugo.